# NGC 5248
NGC 5248 es una galaxia espiral barrada situada en la constelación de Bootes, a una distancia de alrededor de 50 millones de años luz visible con instrumentos de aficionado y perteneciente -pese a no estar cerca de él- al Cúmulo de Virgo.
NGC 5248 es también una galaxia con brote estelar, con una estructura bastante compleja. Dos brazos espirales apretados emergen a 75 Pársec del núcleo y pueden ser seguidos hasta un radio de 225 parsecs (de modo que esta galaxia tiene una estructura espiral doble), antes de llegar al brote estelar-que se halla concentrado también en su región central en la forma de un anillo de super cúmulos estelares y una barra central de 375 pársecs y 1,6 kiloparsecs de radio respectivamente-.
Durante mucho tiempo se pensó que esa barra sería la única de esta galaxia; sin embargo, se ha postulado que existe una segunda barra mucho mayor (con un radio de 8,6 kiloparsecs), que se corresponde con la estructura espiral visible en las fotografías y que es la que causa la actividad en la galaxia, emergiendo la estructura espiral exterior de tal barra